# Дубровка (Брасовський район)
Дубровка (рос. Дубровка) — село у Брасовському районі Брянської області Росії. Входить до складу муніципального утворення Дубровское сільське поселення.
Населення — 294 особи.
Розташоване за 14 км на північ від селища міського типу Локоть, на автодорозі М3  Москва — Київ.
Є відділення зв'язку, сільська бібліотека.

## Історія
Згадується з першої половини XVII століття в складі Брасовського стану Комарицької волості. З 1685 року — село з храмом Святого Димитрія Солунського (у 1943 зруйнований; в 1996 році відновлений на колишньому фундаменті). З 1741 року — володіння Апраксиних.
В 1778–1782 рр. входило в Луганський повіт, потім до 1929 в Севський повіт (з 1861 року — в складі Литовенської (Девичевської) волості, з 1924 року в Брасовській волості).
З 1929 року в складі Брасовського району. До 1954 року і в 1975–2005 рр. — Центр Дубровської сільради, в 1954–1975 в Олександрівській (Олешанській) сільраді.

## Населення
За найновішими даними, населення — 294 особи (2013).
У минулому чисельність мешканців була такою:
| Роки      | 1866 | 1878 | 1897 | 1926 | 1979 | 1989 | 2002 | 2010 |
| --------- | ---- | ---- | ---- | ---- | ---- | ---- | ---- | ---- |
| Населення | 463  | 611  | 839  | 1294 | 751  | 630  | 538  | 410  |